# فردیناند فون بردوو
فردیناند فون بردوو (به آلمانی: Ferdinand von Bredow) (زاده ۱۶ می ۱۸۸۴، مرگ ۳۰ ژوئن ۱۹۳۴) یک ژنرال آلمانی و سومین رئیس سازمان اطلاعات آلمان نازی بود.وی در ۳۰ ژوئن ۱۹۳۴ در شب موسوم به شب دشنه‌های بلند در برلین به قتل رسید.